# François Adriaan van der Kemp
François Adriaan van der Kemp (Kampen, 4 mei 1752 - Barneveld (New York), 7 september 1829) was een van de radicale leiders van de patriotten. Aan het patriottisme gaf hij een christelijke tint in zijn vlammende toespraken. Van der Kemp wordt ook beschouwd als de auteur (of verspreider) van het "geschrift" Aan het Volk van Nederland. Als kolonel van het exercitiegenootschap in Wijk bij Duurstede raakte hij in gevangenschap. Van der Kemp werd op 9 december 1787 voor een losgeld van 45.000 gulden vrijgelaten en emigreerde naar de VS.

## Biografie
Van der Kemp was de zoon van een militair en groeide op in Zutphen, Zwolle en 's-Hertogenbosch. Hij werd op jonge leeftijd militair cadet, maar kreeg privélessen Grieks en Hebreeuws. In 1770 vertrok hij naar Groningen en studeerde Oosterse talen en botanie o.a. bij Petrus Camper. Vanwege zijn radicale opvattingen werd hij verwijderd van de universiteit en trok naar Franeker. Van der Kemp kreeg een aanbieding als ambtenaar in Elmina, maar besloot theologie te gaan studeren in Amsterdam bij de doopsgezinden. Zijn medestudenten waren Abraham Staal en Wybo Fijnje.
In 1775 verhuisde hij naar Leiden. Na een ontmoeting met de Amerikaanse politicus John Adams begon hij aan het vertalen van politieke en juridische stukken uit het Engels om de zaak van de Amerikaanse patriotten te propageren. Van der Kemp raakte in een proces verwikkeld; de Leidse textielfabrikant Pieter Vreede steunde hem. In 1782 trouwde hij met een zes jaar oudere vrouw, de dochter van Jacob Vos, een burgemeester van Nijmegen, die hij waarschijnlijk via de familie Luzac leerde kennen.
Van der Kemp schreef voor Joan Derk van der Capellen tot den Pol, onder het pseudoniem Junius Brutus, een serie pamfletten tegen de drostendiensten, een feodaal reliek uit de middeleeuwen, dat de boeren in Twente hard trof. Zij betoogden dat deze herendiensten willekeurig werden toegepast en zelfs onrechtmatig waren. Dat bracht de beide mannen in conflict met de Prins van Oranje die de rechten van de adel wilde beschermen. Van der Kemp bracht na de dood van Van der Capellen zijn verzameld werk uit, bestaande uit zes delen. Het werk bevatte ook officiële documenten die eigenlijk niet voor publicatie bestemd waren.
De Vierde Engelse Zeeoorlog werd door de Patriotten aangegrepen om tot een theoretische en praktische bevatting van 's Volks Rechten te komen. Hij was actief in het exercitiegenootschap van Wijk bij Duurstede en wist op 27 juni 1785 te bewerkstelligen dat de plaatselijke vroedschap het regeringsreglement wegstemde - met slechts een meerderheid van een stem. In oktober 1785 zat hij als afgevaardigde van Heusden bij het opstellen van het Leids Ontwerp samen met Pieter Vreede, Wybo Fijnje, Rutger Jan Schimmelpenninck, Cornelis van Foreest en Jacobus Blaauw. Het ligt voor de hand te veronderstellen dat hij samenwerkte met de stadpensionaris Johannes Conradus de Kock, de vader van Jacobus Spoors en burgemeester Christiaan Haantjes.
De aanhouding van Prinses Wilhelmina van Pruisen eind juni 1787 vroeg om een reactie. Van der Kemp en Adriaan de Nijs, zijn majoor werden op 4 of 5 juli 1787 in hun woonplaats Wijk bij Duurstede, gevangengenomen door een regiment soldaten uit Baden-Durlach en eerst naar Amersfoort vervolgens naar Utrecht vervoerd. Na zijn vrijlating eind 1787 trok hij naar Brussel. Via Le Havre reisde de familie per boot naar Amerika. In zijn bagage zat een portret van Van der Capellen.

### Van der Kemp als immigrant in Amerika
In 1788 kwam hij in New York aan met aanbevelingsbrieven van John Adams. Zijn vrouw had zich verloren kunnen voelen, maar de dames DeWitt Clinton, Hamilton en Tappan spraken allemaal Nederlands en in veel kerken in de omgeving werd nog steeds in het Nederlands gepreekt. Van der Kemp bezocht diverse Founding Fathers, en kocht in 1789 een boerderij in Ulster County, niet ver van Kingston, na 1777 de hoofdstad van de staat New York. Hij had een huis, een schuur, een kippenhok en enkele slaven. Van der Kemp trok zich terug uit de politiek en stortte zich op een nieuw project in het plaatsje Rotterdam, tegenwoordig Constantia in Oneida County. In 1795 was hij de oprichter van de Agricultural Society for the Western District of New York. Van der Kemp correspondeerde vanuit zijn onderkomen, Kempwick genaamd, onder meer met figuren als John Adams, zijn zoon John Quincy Adams, Thomas Jefferson, en soms George Washington, Benjamin Franklin en Alexander Hamilton.
Constantia had een fantastische ligging en een fraaie natuur. Marc Isambard Brunel woonde in de buurt. Er was voldoende wild voor de jacht en vis in het meer. Omdat het daar zo stil was, de beren en indianen nooit ver weg waren, en zijn vriend Adam Gerard Mappa op een dagreis afstand woonde, verhuisde de familie naar het plaatsje Barneveld, tegenwoordig Trenton. Zijn huis in Constantia werd omgebouwd tot school. De Holland Land Company, die de Rotterdamse suikerraffinadeur Gerrit Boon in dienst had genomen, had daar inmiddels een behoorlijk dorp opgezet en deed een poging suiker uit de plaatselijke ahorn te winnen.
Van der Kemp opperde het idee tot de aanleg van een kanaal van Albany naar Buffalo, bekend als het Eriekanaal, dat in 1824 zou worden aangelegd. Hij experimenteerde met allerlei planten en gewassen en kreeg de opdracht van DeWitt Clinton allerlei 17de-eeuwse archiefstukken in het Engels te vertalen. In 1820 ontving hij een eredoctoraat. De gouverneur van de staat New York, Dewitt Clinton, noemde hem de geleerdste man in de VS. Van der Kemp begon aan zijn autobiografie. Hij stierf aan de cholera en zijn bibliotheek verhuisde naar Harvard University en Cambridge.